# 소스 메이지
소스 메이지(Source Mage)는 리눅스계 운영 체제 가운데 하나로 소서러 GNU/리눅스(Sorceror GNU/Linux) 제작에 참여했던 사람들 가운데 일부가 만든 운영 체제이다. 태그라인은 '진보된 리눅스는, 마법같을 것이다(Linux so advanced, it may as will be magic)'이다.

## 특징
소스 메이지 GNU/리눅스는 이름이 말해 주듯 소스 코드를 바탕으로 하는 운영 체제이다. 모든 꾸러미는 2진 형식이 아닌 소스 코드 형식으로 제공되며 꾸러미를 소스 메이지 GNU/리눅스의 저장소에 들일 때 내용을 전혀 변형하지 않는다.
소스 메이지 GNU/리눅스는 주 명령들이 마법을 주제로 한 단어들이다. 각 꾸러미들은 '주문(spell)'이라고 불리며 이것들을 관리하는 소프트웨어의 이름은 '소서리(Sorcery - 마법)'이다. 쓰는 이는 꾸러미를 설치하기 위해 '주문'을 '영창(cast)'하는데 여기서 영창한다는 것은 소스코드를 내려받고 의존관계를 확인하며 필요하다면 그것을 번역한 뒤 설치까지 하는 것을 가리키는 말이다. 영창할 수 있는 주문들의 모음은 '그리모이레(grimoire)'라고 불리며 꾸러미를 지우는 것을 여기서는 주문을 '해제한다(dispel)'라고 한다.
소스 메이지 GNU/리눅스의 설치는 커널, GNU C 번역기, 네트워크 연결용 도구, 그리고 기타 몇몇 기본 도구들의 설치가 전부이다. 그 뒤 X 윈도 시스템을 설치하거나 ALSA를 설치하거나 하는 작업들은 모두 쓰는 이가 직접 앞에서 말한 과정을 거쳐야 되는 것이다.

## 역사
2001년 키레 살레에(Kyle Sallee)가 소서러 GNU/리눅스를 만들었다. 그러나 몇몇 제작자들이 키레 살레에의 제작노선을 싫어했고 그들은 소서러 GNU/리눅스로부터 갈라져 나와 루나 리눅스(Lunar Linux)를 만들었다. 이에 키레 살레에는 웹상에서 소서러 GNU/리눅스를 없애버렸고(쓰는 이가 시스템을 판올림할 수 없게 했다) 소서러 GNU/리눅스 제작에 계속 참여하고 있던 사람들 가운데 몇몇이 이 소서러 GNU/리눅스의 일부를 가지고 제작을 다시 시작했다. 처음에 그들은 소서러 GNU/리눅스라는 운영체제로 계속 나아가려고 했으나 키레 살레에가 이름을 바꿀 것을 요구하여 결국 이 운영체제의 이름은 소스 메이지 GNU/리눅스로 바뀌었다. 이렇게 소스 메이지 GNU/리눅스는 키레 살레에가 없는 새로운 제작진에 의해 2002년 첫 판이 나타났다.

## 사회 계약
소스 메이지 GNU/리눅스는 데비안처럼 사회 계약(Social Contract)이라는 것이 있다. 이 사회 계약의 첫 부분은 소스 메이지 GNU/리눅스의 자유를 보증한다.
우리는 소스 메이지 GNU/리눅스를 완전 자유(freedom)로 유지할 것을 약속합니다. 이는 우리가 내놓는 모든 소프트웨어들이 자유 소프트웨어 재단에서 만들어진 GNU 일반 공중 사용 허가서를 따를 것임을 뜻합니다. 우리의 모든 문서들은 GNU 자유 문서 사용 허가서를 따를 것입니다.
또한 쓰는 이가 자유 소프트웨어만을 사용하도록 강요하지 않는다는 내용도 있다.
우리는 소스 메이지 GNU/리눅스를 쓰는 이들 가운데 몇몇이 비자유 소프트웨어 사용을 요구함을 인정합니다. 소스 메이지 GNU/리눅스는 비자유 소프트웨어를 절대 신용하지 않겠지만 쓰는 이들의 소프트웨어 선택까지 제한하지는 않습니다. 우리는 각 주문들의 LICENSE 파일과 소서리 주문 거르개를 통해 쓰는 이들이 그들 나름의 환경을 구축할 수 있게 해 주는 도구들을 제공할 것입니다. 따라서 비자유 소프트웨어가 소스 메이지 GNU/리눅스의 일부가 되지는 않겠지만 우리는 그것의 사용을 지원하며 그것들을 쓸 수 있는 환경(벌레 추적 시스템, 메일링 명단 등)을 제공할 것입니다.

## 덧붙임
- 소스 메이지 GNU/리눅스는 Perl 대신 GNU Sed와 Awk를 사용한다.